# Arquitectura XCore
L'Arquitectura XCore és una família de microprocessadors de 32 bits tipus RISC dissenyada per l'empresa XMOS. XMOS és una empresa fabless de disseny de semiconductors que va ser fundada l'any 2005 a Bristol, UK.

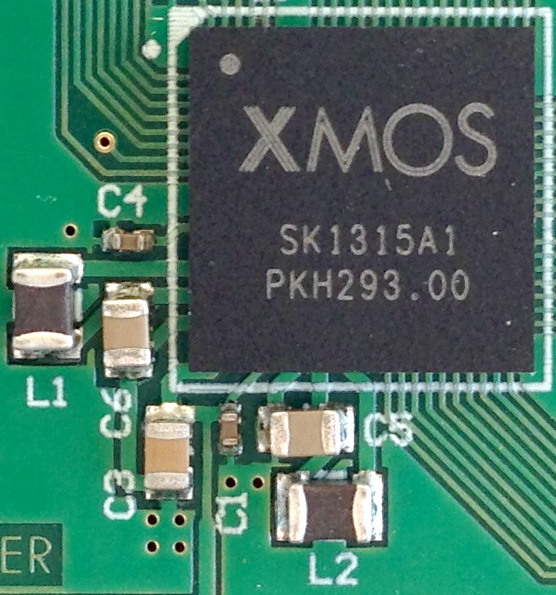
Fig.1 Processador XCORE XS1-AnA

Aquesta arquitectura té com a principal propietat que és multiprocessador, cada Xcore encapsula fins a 8 fils d'execució (Threads), on cada fil té el seu propi conjunt de registres. Existeix intercomunicació entre els processadors i entre els fils d'execució.

## Dispositius
Hi ha dues versions d l'arquitectura xCORE : XS1 i XS2. XS2 és una extensió de l'arquitectura XS1. Dins l'arquitectura XS1 hi ha el processador XCore XS1-G4 i XCore XS1-L1. Dins l'arquitectura XS2 hi ha el processador XCore-200.

### XS1
Va ser la primera arquitectura xCORE, definida el 2007. Está implementada pels processadors XCore XS1-G4 (4 nuclis), XCore XS1-L1 (1 nucli), XCore XS1-SU (2 nuclis) i XCore XS1-AnA (2 nuclis).

### XS2
L'arquitectura XS2 va ser definida el 2015. Está implementada pels processadors xCORE-VOICE i xCORE-200.

## Arquitectura
- L'arquitectura comprén una CPU que opera en un conjunt de 25 registres.[4]
- Cada fil d'execució té el seu propi conjunt de registres, cosa que permet concurrència d'execució.
- El conjunt d'instruccions és del tipus Load/store.
- La majoria d'instruccions s'executa en 1 cicle.
- Entre els processadors i entre els fils d'execució es poden definir canals de comunicació.
- No cal el sistema clàssic d'interrupcions, cada tasca pot tenir el seu processador/fil independent (per exemple, un fil per I2C, un fil per UART, un fil per I/O, un fil pel programa principal...)